# Championnat du Congo de football 2021-2022
Navigation
Saison précédente Saison suivante
La saison 2021-2022 du Championnat du Congo de football est la 57e édition de la première division congolaise, la Ligue 1. Les quatorze équipes sont regroupées au sein d'une poule unique, où chaque équipe affronte tous les adversaires de sa poule deux fois, à domicile et à l'extérieur.
L'AS Otohô d'Oyo défend son titre et remporte de nouveau le championnat pour la cinquième fois de suite.

## Qualifications continentales
Le premier du classement final se qualifie pour la Ligue des champions de la CAF 2022-2023 tandis que le vainqueur de la Coupe du Congo 2022 obtient un billet pour la Coupe de la confédération 2022-2023.

## Les clubs participants
- AC Léopards
- Diables noirs de Brazzaville
- Inter Club
- Étoile du Congo
- CARA Brazzaville
- FC Kondzo
- JS Talangaï
- FC Nathaly's
- AS Cheminots
- Patronage Sainte-Anne
- Nico-Nicoyé
- Vita Club Mokanda
- AS Otohô
- Bana Nouvelle Génération - promu de D2

## Compétition

### Classement
Le barème utilisé pour établir le classement est le suivant :
- Victoire : 3 points
- Match nul : 1 point
- Défaite, forfait ou abandon : 0 point

| Rang | Équipe                     | Pts | J  | G  | N  | P  | Bp | Bc | Diff |
| ---- | -------------------------- | --- | -- | -- | -- | -- | -- | -- | ---- |
| 1    | AS OtohôT                  | 59  | 26 | 17 | 8  | 1  | 41 | 13 | +28  |
| 2    | Diables Noirs C            | 53  | 26 | 15 | 8  | 3  | 39 | 20 | +19  |
| 3    | AC Léopards                | 50  | 26 | 14 | 8  | 4  | 43 | 20 | +23  |
| 4    | Inter Club                 | 43  | 26 | 12 | 7  | 7  | 28 | 18 | +10  |
| 5    | CARA Brazzaville           | 39  | 26 | 10 | 9  | 7  | 22 | 20 | +2   |
| 6    | JS Talangaï                | 37  | 26 | 11 | 4  | 11 | 22 | 27 | -5   |
| 7    | Vita Club Mokanda          | 36  | 26 | 10 | 6  | 10 | 27 | 26 | +1   |
| 8    | Étoile du Congo            | 35  | 26 | 9  | 8  | 9  | 24 | 29 | -5   |
| 9    | FC Kondzo                  | 33  | 26 | 7  | 12 | 7  | 37 | 25 | +12  |
| 10   | AS Cheminots               | 24  | 26 | 4  | 12 | 10 | 19 | 27 | -8   |
| 11   | FC Nathaly's               | 23  | 26 | 5  | 8  | 13 | 11 | 32 | -21  |
| 12   | Bana Nouvelle Génération P | 21  | 26 | 6  | 3  | 17 | 24 | 42 | -18  |
| 13   | Patronage Sainte-Anne      | 20  | 26 | 5  | 5  | 16 | 18 | 41 | -23  |
| 14   | Nico-Nicoyé                | 20  | 26 | 4  | 8  | 14 | 14 | 29 | -15  |

|  | Qualifié pour la Ligue des champions de la CAF 2022-2023                              |
|  | Qualifié pour la Coupe de la confédération 2022-2023                                  |
|  | Relégation directe en deuxième division                                               |
|  | T : Tenant du titre C : Vainqueur de la Coupe du Congo P : Promu de deuxième division |

## Bilan de la saison
| Championnat du Congo de football 2021-2022 |                              |
| Champion                                   | AS Otohô (5e titre)          |
| Coupes et trophées                         |                              |
| Vainqueur de la Coupe du Congo 2021-2022   | Diables noirs de Brazzaville |
| Qualifications continentales               |                              |
| Ligue des champions de la CAF 2022-2023    | AS Otohô                     |
| Coupe de la confédération 2022-2023        | Diables noirs de Brazzaville |
| Promotions et relégations                  |                              |
| Promus en Ligue 1                          | AS Jeunesse Unie de Kintélé  |
| Relégués en Ligue 2                        | Nico-Nicoyé                  |